# Haemulon sexfasciatum
Haemulon sexfasciatum är en fiskart som beskrevs av Gill 1862. Haemulon sexfasciatum ingår i släktet Haemulon och familjen Haemulidae. IUCN kategoriserar arten globalt som livskraftig. Inga underarter finns listade i Catalogue of Life.